# Ashley Sanchez
Pour les articles homonymes, voir Sanchez.
Ashley Sanchez, née le 16 mars 1999 à Pasadena, est joueuse internationale américaine de soccer évoluant au poste de milieu de terrain. Elle joue au Courage de la Caroline du Nord.

## Biographie

### En club
En janvier 2020, elle signe au Spirit de Washington.

### En sélection nationale
Ashley Sanchez connaît sa première participation en équipe nationale le 30 novembre 2021 lors d'un match amical contre l'Australie.
En 2023, elle fait partie des 23 joueuses sélectionnées par Vlatko Andonovski pour participer à la coupe du monde.